# Garang Kuol
Garang Mawien Kuol (ur. 15 września 2004 w Egipcie) – australijski piłkarz występujący na pozycji napastnika w klubie FC Volendam, do którego jest wypożyczony z Newcastle United. Brat innego piłkarza, Alou Kuola.

## Kariera klubowa
Swoją karierę rozpoczął w 2021 w zespole Central Coast Mariners Academy, czyli juniorskiej ekipie Central Coast Mariners FC, rywalizującej w stanowych rozgrywkach National Premier Leagues NSW (Nowa Południowa Walia). W sezonie 2021/2022 został włączony do pierwszej drużyny Central Coast, a w A-League zadebiutował 5 kwietnia 2022 w wygranym 5:0 meczu z Wellington Phoenix FC, w którym strzelił gola.
W styczniu 2023 przeniósł się do angielskiego Newcastle United i jeszcze w tym samym miesiącu został wypożyczony do szkockiego Heart of Midlothian, w którym pozostał do końca sezonu 2022/2023. W sierpniu 2023 przeszedł na wypożyczenie do holenderskiego klubu FC Volendam.

## Kariera reprezentacyjna
W reprezentacji Australii zadebiutował 25 września 2022 w wygranym 2:0 towarzyskim meczu z Nową Zelandią. W tym samym roku został powołany do kadry na mistrzostwa świata i zagrał na nich w spotkaniach z Francją (1:4) oraz Argentyną (1:2), a Australia zakończyła turniej na 1/8 finału.

## Życie prywatne
Urodził się w obozie dla uchodźców w Egipcie, dokąd trafiła jego rodzina po ucieczce z Sudanu Południowego. Później, razem z rodziną, przenieśli się do Australii, gdzie osiedlili się w Shepparton. Jego bratem jest inny piłkarz – Alou Kuol.